# 田村円
田村 円（たむら まろし、1963年11月1日 - ）は、日本の俳優、元子役。本名同じ。子役時代の芸名は田村 まろし。
東京都出身。サレジオ学院高等学校卒業。1984年にテアトル・エコーに入団し、2002年11月からは同劇団の映画放送部（現：プロダクション・エコー）に所属。プロジェクトT・wM代表取締役。

## 出演

### テレビドラマ
- 仮面ライダーシリーズ
  - 仮面ライダー 第80話「ゲルショッカー出現!仮面ライダー最後の日!!」（1972年、毎日放送 / 東映） - 少年仮面ライダー隊員
  - 仮面ライダーV3 第32話「鬼火沼の怪 ライダー隊全滅!?」（1973年、毎日放送 / 東映） - 少年仮面ライダー隊員
  - 仮面ライダーBLACK 第11話「飢えた怪人たち」（1987年、毎日放送 / 東映） - 大野勇作
  - 仮面ライダーカブト 第1話 （2006年、テレビ朝日 / 東映） - 刑事
- 変身忍者 嵐 第7話「妖怪！トゲナマズ!!」（1972年、毎日放送 / 東映）
- 人造人間キカイダー 第8話「カーマインスパイダーが無気味に笑う」（1972年、NET / 東映） - 研一
- キカイダー01 第44話「ビジンダーの美しく悲しき別れ」（1974年、NET / 東映）
- メタルヒーローシリーズ（テレビ朝日 / 東映）
  - 時空戦士スピルバン 第22話「黒ミサはカゲキなビートで」（1986年）
  - 特警ウインスペクター 第10話「大人をやっつけろ」（1990年） - 田村次郎
  - 特救指令ソルブレイン 第5話「怪人がくれた勇気」（1991年） - 九条安彦
  - 特捜エクシードラフト 第17話「シンデレラを救え」（1992年） - 石塚晃
- スーパー戦隊シリーズ（テレビ朝日 / 東映）
  - 恐竜戦隊ジュウレンジャー 第28話 - 第30話（1992年）- ドーラフランケ
  - 五星戦隊ダイレンジャー（1993年 - 1994年） - ザイドス
  - 星獣戦隊ギンガマン 第十九章「復讐の騎士」（1998年） - 砂爆盗の声
- 土曜ワイド劇場
  - 女弁護士 朝吹里矢子 第13作「選ばれた“衝動殺人”」（1992年、テレビ朝日 / 東映）
  - 新・女弁護士 朝吹里矢子 第2作「ビワの木の復讐」（1995年、テレビ朝日 / 東映）
  - 事件記者冴子の殺人スクープ 第3作「恋人が女殺しで指名手配に! 宮崎・高千穂に真犯人を追う 地上142メートルの空中対決!」（1999年、テレビ朝日 / 東映）
  - 牟田刑事官事件ファイル 第30作「横浜〜沖縄 二度殺された不思議な死体」（2001年、テレビ朝日 / C.A.L）
- 蒼天の夢〜松陰と晋作・新世紀への挑戦〜（2000年、NHK総合）
- ハート（2001年、NHK総合）
- 大河ドラマ 武蔵 MUSASHI（2003年、NHK総合）
- 永遠の君へ（2004年、東海テレビ / 東宝）
- 連続テレビ小説 ファイト（2005年、NHK総合）

### 映画
- スーパー戦隊シリーズ
  - 五星戦隊ダイレンジャー（1993年、東映） - ザイドス少佐
  - 特捜戦隊デカレンジャー THE MOVIE フルブラスト・アクション（2004年、東映） - ブランデル
- GOING WEST 西へ…（1997年、東映）
- ゴジラ×モスラ×メカゴジラ 東京SOS（2003年、東宝） - 記者[4]
- 僕の彼女とその彼氏（ゆうれい）（2007年、MIRAI）- 久保泰三

### オリジナルビデオ
- 爆走トラッカー軍団5 激闘!香港マフィアVS女トラッカー（1994年、ケイエスエス） - マフィア

### 吹き替え
- スリーメン&ベビー - ジャン（デレク・デ・リント） ※VHS版
- キリングストリート - クリス・ブラント（マイケル・パレ） ※VHS版

### ラジオドラマ
- 青春アドベンチャー  / ザ・ワンダーボーイ（2002年、NHK-FM）

### バラエティ
- クイズ百点満点

## 舞台演出
- 殺人LANDで恋した娘（1988年、劇団MGM） - 演出・プロデュース
- フェリスのメタモルフォーゼ (1988年、劇団MGM） - 演出・プロデュース